# Цона Артиђанале Ауе (Болцано)
Цона Артиђанале Ауе је насеље у Италији у округу Болцано, региону Трентино-Јужни Тирол.
Према процени из 2011. у насељу је живело 42 становника. Насеље се налази на надморској висини од 813 м.